# Jean-Marie Roland de La Platière
Jean-Marie Roland de La Platière   (Thizy, 18 de febrer de 1734 - Bourg-Beaudouin, 10 de novembre de 1793) fou un polític francès.

## Biografia
Fill d'un conseller reial de la batllia de Villefranche-sur-Saône, i no gaudint la seva família de gaires recursos, fou col·locat, com a dependent, a la casa d'un armador de Nantes; més tard se'l nomenà, gràcies a la recomanació d'un parent seu, inspector ordinari de les manufactures de la Picardia: aquest càrrec li va permetre fer alguns viatges a l'estranger amb finalitats industrials i científiques.
L'any 1780 es casà amb Jeanne-Marie Philipon, que esdevingué Manon Roland o Madame Roland (París, 1754 — 1793), la qual l'arribà a influir tant, que quasi n'anul·là la futura personalitat política. El 1784, madame Roland aconseguí pel seu marit el nomenament d'inspector general de la indústria de Lió, i ocupava aquest important càrrec quan es desencadenà el procés revolucionari francès.

## La Revolució
Roland de la Platière s'havia donat a conèixer a Lió amb la publicació de diverses obres i per la col·laboració en alguns diaris, i el municipi l'elegí com a representant lionès a l'Assemblea constituent. A París es feu amic amb Jacques Pierre Brissot, que el presentà a Pétion, Buzot i Robespierre. La seva esposa Manon Roland reunia al saló de casa aquests personatges, i d'altres d'igualment influents, diverses vegades a la setmana.
Durant un viatge que realitzà a Lió, fundà el Club central, però tornà de seguida a París, estimulat per la desenfrenada ambició de la seva esposa. Els seus amics girondíns li oferiren la cartera d'Interior el 23 de març de 1792. Havent refusat Lluís XVI sancionar una moció del general Servan, que volia acantonar 20.000 federats als afores de París i que es llicenciessin la guàrdia reial i els regiments suïssos, Roland de la Platière insisti sobre el tema amb la seva famosa Lettre au Roi del 10 de juny de 1792. La carta, però, sembla que havia sigut redactada per la seva esposa, segons declarà ella mateixa. Aquesta carta ocasionà la caiguda de Roland, del ministeri (13 de juny), però els esdeveniments del 10 d'agost següent el portaren novament al poder.
En la lluita establerta entre l'Assemblea legislativa i la Commune insurreccionada, prengué part a favor de la primera. Romangué neutral durant les Jornades de Setembre, i elegit diputat de la Convenció, volgué l'acta de diputat. El càrrec electriu, però, era incompatible amb les funcions ministerials, i els seus amics, amb la fi de retenir-lo al ministeri, n'aconseguiren anul·lar l'acta. Es prestà a secundar els atacs del partit girondí contra Robespierre, i volgué salvar la vida de Lluís XVI.
Quan el manyà Gamain descobrí l'existència de l'Armoire de fer, en lloc de segellar-lo, s'apressà a treure'n documents que poguessin comprometre al monarca. Aquest fet el perjudicà molt entre els revolucionaris més avançats, com també la seva insistència a sol·licitar l'apel·lació davant el poble de la sentència de mort contra Lluís XVI. El 23 de gener de 1793 presentà la dimissió de la cartera ministerial. Proscrit el 31 de maig, aconseguí fugir de París i es refugià a casa d'un amic, el naturalista Bosc d'Antic, al bosc de Montmorency, des d'on es traslladà a Rouen. Però, assabentat què la seva esposa havia estat guillotinada, sortí de Rouen en direcció París i se suïcidà a Radepont, travessant-se amb el seu bastó espasa.
Roland de la Platière fou un home de maneres místiques, motiu pel qual donà motiu a mofes dels cortesans durant la seva primera etapa ministerial.
Després de la mort de Jean-Marie i de la seva esposa, la seva petita filla Eudora Roland va ser recollida per Jacques Antoine Creuzé-Latouche i després per Louis-Augustin Bosc d'Antic.

## Obra
- Lettres écrites de Suisse, d'Italie, de Sicile et de Malte, 1776-78 (Amsterdam, 1782)
- Mèmoire sur l'education des tropeaux: (París, 1779)
- L'art du fabricant d'etoffes en laine: (París, 1780)
- L'art du fabricant de velours de coton: (París, 1783)
- L'art du tourbier: (París 1783)
- De l'influence des lettres dans les provinces: (París, 1789)
- Recueil des idèes patriotiques: (París, 1789)
- Le financier patriote: (París, 1789)
- Compte rendu á la Convention nationale: (París, 1793)

I a més, per a l'Encyclopèdie mèthodique, va escriure un Dictionnaire des manufactures, se li deuen també alguns articles publicats al Carrier de Lyon i a La Patriot Français, durant l'època de la Revolució.